# Scytodes schultzei
Scytodes schultzei là một loài nhện trong họ Scytodidae.
Loài này thuộc chi Scytodes. Scytodes schultzei được William Frederick Purcell miêu tả năm 1908.